# 노토 공항

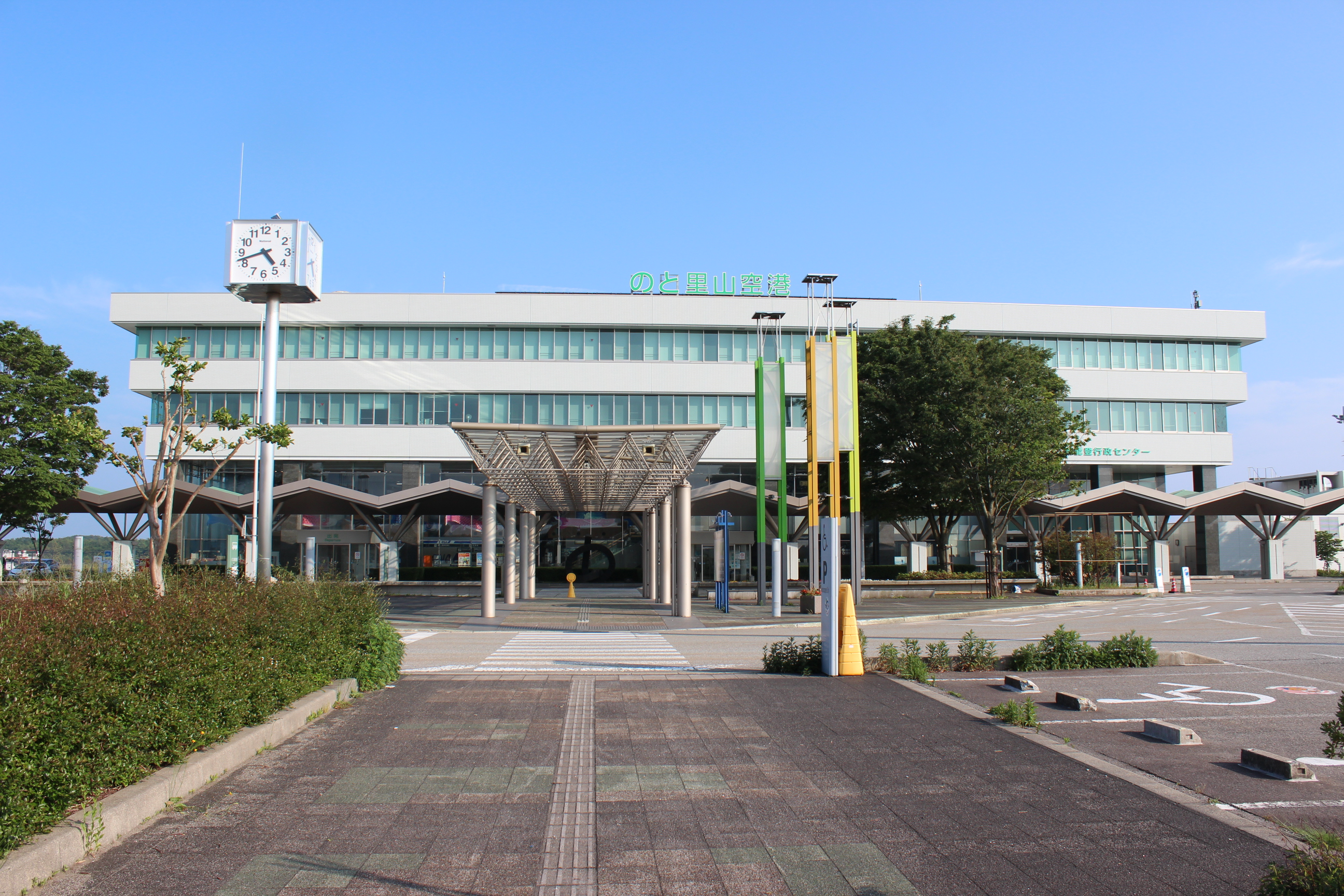
노토 공항

노토 공항(能登空港)은 일본 이시카와현 노토반도 북부에 있는 공항이다. 애칭은 노토 사토야마 공항(일본어: のと里山空港)이다. 와지마시, 아나미즈정, 노토정에 걸쳐 있으며, 2003년 7월 7일에 개항하였다.